# Беноні
Беноні (англ. Benoni) — місто в провінції Гаутенг Південно-Африканської Республіки, розташоване у західній частині агломерації Йоганнесбурга. Його населення становить близько 655 тис. мешканців.
Беноні — дуже різноманітне місто, тут мешкають люди різних національностей і релігійних конфесій. У Беноні діють десять шкіл, у яких навчається до 6 тис. осіб, деякі з яких приходять сюди з навколишніх селищ, розташованих на відстані до 5 км.
У минулому місто було одним із центрів з видобутку золота, але з часом частка золотодобування в економіці міста впала. Сьогодні місто зосереджене більше на промисловості і сфері послуг.

## Відомі люди
- Тед Мур (1914—1987) — південноафриканський кінооператор
- Шарліз Терон — американська кіноактриса південноафриканського походження, продюсер, фотомодель, колишня балерина. Лауреатка премій Оскар (2004) і Золотий глобус.